# Droga wojewódzka nr 381
Droga wojewódzka nr 381 (DW381) – droga wojewódzka łącząca Wałbrzych z Nową Rudą i Kłodzkiem. Droga przebiega przez malowniczy teren górzysty (Góry Wałbrzyskie, Góry Sowie, Obniżenie Noworudzkie, Kotlina Kłodzka). Występują duże różnice wysokości. Jest to najszybszy przejazd z Kotliny Kłodzkiej w kierunku Wałbrzycha, Nowej Rudy oraz Kotliny Jeleniogórskiej.

## Historia numeracji
Na przestrzeni lat trasa posiadała różne oznaczenia i kategorie:

| Numer | Kategoria        | Przebieg                                      | Lata obowiązywania | Źródło | Uwagi |
| ----- | ---------------- | --------------------------------------------- | ------------------ | --- | --- |
| 254   | droga państwowa  | Świebodzice – Wałbrzych – Nowa Ruda – Kłodzko | 1970 – 1985        | - Województwo wrocławskie: sieć dróg państwowych 1:300 000, Wojewódzki Zarząd Dróg Publicznych we Wrocławiu, 1970. Brak numerów stron w książce - Zarządzenie Ministra Komunikacji z dnia 18 stycznia 1972 r. w sprawie dopuszczenia do ruchu na drogach publicznych niektórych ciężkich pojazdów (M.P. z 1972 r. nr 10, poz. 75) - Mapa samochodowa Polski 1:1 000 , wyd. jedenaste, Warszawa: Państwowe Przedsiębiorstwo Wydawnictw Kartograficznych, 1972. Brak numerów stron w książce - Mapa samochodowa Polski 1:1 000 , wyd. trzecie, Warszawa: Państwowe Przedsiębiorstwo Wydawnictw Kartograficznych, 1975. Brak numerów stron w książce - Samochodowy atlas Polski 1:500 000. Wyd. V. Warszawa: Państwowe Przedsiębiorstwo Wydawnictw Kartograficznych, 1979. ISBN 83-7000-017-7. Brak numerów stron w książce - Mapa samochodowa Polski 1:1 500 000, Załącznik do informatora samochodowo-motocyklowego – rocznik XXVIII, Warszawa: Państwowe Przedsiębiorstwo Wydawnictw Kartograficznych, 1983. Brak numerów stron w książce - Samochodowy atlas Polski 1:500 000. Wyd. IX. Warszawa: Państwowe Przedsiębiorstwo Wydawnictw Kartograficznych, 1985. Brak numerów stron w książce | dopuszczalny ruch ciężki do 10 ton na odc. Świebodzice – Wałbrzych                                                               |
| 374   | droga krajowa    | Świebodzice – Wałbrzych                       | 1985 – 1999        | - Uchwała nr 192 Rady Ministrów z dnia 2 grudnia 1985 r. w sprawie zaliczenia dróg do kategorii dróg krajowych (M.P. z 1986 r. nr 3, poz. 16) - Polska: atlas samochodowy 1:300 000. Wyd. pierwsze. Warszawa: Polskie Przedsiębiorstwo Wydawnictw Kartograficznych, 1992. ISBN 83-7000-080-0. Brak numerów stron w książce - Polska: mapa samochodowa 1:700 000, wyd. 1, Szczecin: Wydawnictwo Kartograficzne KOMPAS, 1996–1997, ISBN 83-904373-2-5. Brak numerów stron w książce - Polska: mapa samochodowa 1:700 000, wyd. II Zmienione i poprawione, Szczecin: Wydawnictwo Kartograficzne KOMPAS, 1997–1998, ISBN 83-904373-3-3. Brak numerów stron w książce - Rozporządzenie Rady Ministrów z dnia 15 grudnia 1998 r. w sprawie ustalenia wykazu dróg krajowych i wojewódzkich (Dz.U. z 1998 r. nr 160, poz. 1071) | dozwolony ruch ciężki – dopuszczalny nacisk na oś do 10 ton                                                                      |
| 381   | droga krajowa    | Wałbrzych – Nowa Ruda – Kłodzko               | 1985 – 1999        | - Uchwała nr 192 Rady Ministrów z dnia 2 grudnia 1985 r. w sprawie zaliczenia dróg do kategorii dróg krajowych (M.P. z 1986 r. nr 3, poz. 16) - Polska: atlas samochodowy 1:300 000. Wyd. pierwsze. Warszawa: Polskie Przedsiębiorstwo Wydawnictw Kartograficznych, 1992. ISBN 83-7000-080-0. Brak numerów stron w książce - Polska: mapa samochodowa 1:700 000, wyd. 1, Szczecin: Wydawnictwo Kartograficzne KOMPAS, 1996–1997, ISBN 83-904373-2-5. Brak numerów stron w książce - Polska: mapa samochodowa 1:700 000, wyd. II Zmienione i poprawione, Szczecin: Wydawnictwo Kartograficzne KOMPAS, 1997–1998, ISBN 83-904373-3-3. Brak numerów stron w książce - Rozporządzenie Rady Ministrów z dnia 15 grudnia 1998 r. w sprawie ustalenia wykazu dróg krajowych i wojewódzkich (Dz.U. z 1998 r. nr 160, poz. 1071) | dozwolony ruch ciężki – dopuszczalny nacisk na oś do 10 ton                                                                      |
| 381   | droga wojewódzka | Wałbrzych – Nowa Ruda – Kłodzko               | od 1 stycznia 1999 | - Rozporządzenie Rady Ministrów z dnia 15 grudnia 1998 r. w sprawie ustalenia wykazu dróg krajowych i wojewódzkich (Dz.U. z 1998 r. nr 160, poz. 1071) - Polska: mapa samochodowa z podziałem administracyjnym 1:700 000, wyd. XII Zmienione, poprawione i uaktualnione, Szczecin: Wydawnictwo Kartograficzne KOMPAS, 2004–2005, ISBN 83-904373-7-6. Brak numerów stron w książce - Polska: mapa samochodowa z podziałem administracyjnym 1:700 000, wyd. XIV Zmienione, poprawione i uaktualnione, Szczecin: Wydawnictwo Kartograficzne KOMPAS, 2005–2006, ISBN 83-904373-7-6. Brak numerów stron w książce - Polska 2016: mapa samochodowa 1:700 000, wyd. XXVII, Dom Wydawniczy PWN, 2016, ISBN 978-83-7705-942-5. Brak numerów stron w książce | • do okresu 2005/2006 dopuszczalny nacisk na oś do 10 ton na całej długości drogi • zob. obecne ograniczenia dla ruchu ciężkiego |

## Dopuszczalny nacisk na oś
Od 13 marca 2021 roku na drodze dozwolony jest ruch pojazdów o nacisku pojedynczej osi napędowej do 11,5 tony, z wyjątkiem miejsc oznaczonych znakiem zakazu B-19.

### Do 13 marca 2021 r.
Wcześniej droga wojewódzka nr 381 była objęta ograniczeniami dopuszczalnego nacisku pojedynczej osi:
| Znak  | Dopuszczalny nacisk | Odcinek                                                                        |
| ----- | ------------------- | ------------------------------------------------------------------------------ |
| DW381 | do 10 ton           | obwodnica Nowej Rudy                                                           |
| DW381 | do 8 ton            | - Wałbrzych – Głuszyca – obwodnica Nowej Rudy - obwodnica Nowej Rudy – Kłodzko |

## Stan techniczny drogi
Droga Wojewódzka nr 381 znajduje się pod nadzorem Dolnośląskiej Służby Dróg i Kolei, Oddział Wałbrzych. Znaczne natężenie ruchu dobowego, błędy techniczne popełnione podczas budowy trasy oraz wieloletnie zaniedbania w bieżącym utrzymaniu drogi sprawiły, iż stan techniczny pozostawia wiele do życzenia. Z wyjątkiem nielicznych wyremontowanych od podstaw odcinków (Jedlina-Zdrój, Nowa Ruda (ul. Niepodległości), Bierkowice-Gołogłowy) większość trasy znajduje się w opłakanym stanie technicznym i wymaga szybkiej interwencji i nakładów ze strony zarządcy. Największe wyrwy w trasie oraz koleiny występują na odcinkach:
- Świerki – Bartnica w związku z przewożeniem na tym odcinku urobku z pobliskich kamieniołomów;
- Głuszyca Górna, liczne koleiny oraz wyboje

## Obwodnice
1) Obwodnica Nowej Rudy Droga wojewódzka 381 jest głównym ciągiem komunikacyjnym Nowej Rudy łączącym aglomerację wałbrzyską z Kotliną Kłodzką. Średni Dobowy Ruch w 2000 r. na odcinku miejskim wyniósł 6630 pojazdów (a jego prognozowana wartość na rok 2020 wynosi prawie 13 tysięcy pojazdów). Intensywny ruch pojazdów (z dużym udziałem tranzytu pojazdów ciężkich obsługujących kopalnię kruszyw skalnych w Nowej Rudzie Słupcu) po dotychczasowym przebiegu tej drogi, w wielu miejscach nie spełniających parametrów normatywnych (szerokość jezdni poniżej 6m, nienormatywne łuki poziome, ograniczenia widoczności) powoduje ogromne uciążliwości komunikacyjne (wibracje, spaliny, hałas) i straty w substancji materialnej na terenie gęsto zabudowanego i zamieszkanego obszaru miasta.Budowa obwodnicy podniesie w znacznym stopniu atrakcyjność inwestycyjną gruntów przeznaczonych pod zabudowę przemysłową na terenach po zlikwidowanej kopalni i innych zakładach przemysłowych. W chwili obecnej czynnikiem utrudniającym wysokim pojazdom dostęp do tych terenów jest wiadukt kolejowy przy ul. Niepodległości (w ciągu drogi nr 381). Jej realizacja wpłynie na poprawę jakości środowiska i wzrost bezpieczeństwa mieszkańców miasta Nowa Ruda poprzez:
Zmniejszenie emisji spalin
Zmniejszenie emisji hałasu komunikacyjnego
Zmniejszenie ilości wypadków samochodowych
Oddziaływanie projektowanej drogi na świat zwierzęcy i roślinny będzie nieznaczne (brak stanowisk fauny i flory objętych ochroną).
Realizacja projektu jest jednym z największych zadań inwestycyjnych ujętych w Wieloletnim Programie Inwestycyjnym Województwa Dolnośląskiego na lata 2004–2008, który jest podstawowym instrumentem realizacji Strategii Województwa Dolnośląskiego w zakresie zadań własnych samorządu województwa.
I Etap zakończony został w styczniu 2007 roku. Odcinek o długości 700 m. rozpoczyna się rondem przy ul. Niepodległości. Odcinek budowany był w bardzo trudnych warunkach, na potrzeby drogi konieczne było wydrążenie głębokiego wąwozu pod budowę ronda oraz przeprowadzenia drogi. Na odcinku wybudowane zostały dwa mosty przepustowe, jeden nad potokiem Woliborka, drugi nad ul. Młyńską. I Etap kończy się skrzyżowaniem z DW (384) do Ząbkowic Śląskich. (dane pochodzą ze stron DZDW we Wrocławiu)
II Etap Oddano do użytku w październiku 2008 r. W ramach odcinka wykonano odcinek nowej drogi o długości 3,06 km w tym: pasów ruchu powolnego na odcinku o długości ok. 1 km, dwóch skrzyżowań z drogami powiatowymi Nowa Ruda – Przygórze i Nowa Ruda – Jugów, mosty na potoku Piekielnica i na potoku Jugowskim, trzy przejazdy gospodarcze (ul. Reymonta, ul. Kopalniana, droga polna), wiadukt kolejowego nad obwodnicą w km 1+944,02, wiadukt drogowego (nad droga polną), odwodnienie wraz z przepustami- rowy i odcinki kanalizacji deszczowej, oświetlenie drogowego (nie usunięto jeszcze kolizji z sieciami elektroenergetycznymi SN), drogi serwisowe o nawierzchni tłuczniowej
III Etap Prace na tym odcinku mają się rozpocząć w 2010 roku.

## Miejscowości leżące przy trasie DW381
- Wałbrzych
- Jedlina-Zdrój
- Głuszyca – planowana obwodnica
- Głuszyca Górna – (DW380)
- Bartnica
- Świerki
- Ludwikowice Kłodzkie
- Nowa Ruda – obwodnica (DW384)
- Nowa Ruda – Słupiec
- Bożków
- Święcko
- Bierkowice
- Gołogłowy
- Kłodzko